# Javier Herrera García-Canturri
Javier Herrera García-Canturri (Bahía Blanca, Argentina, 24 de abril de 1960) es un diplomático español. Es el embajador de España en Eslovenia (desde 2024).

## Biografía
Licenciado en Derecho, pertenece al Cuerpo Superior de Administradores Civiles del Estado. En 1989 ingresó en la carrera diplomática. Ha estado destinado en las representaciones diplomáticas españolas en Kenia, Filipinas y Perú. Ha sido: subdirector general adjunto de Personal y subdirector general de Protección de los Españoles en el Extranjero; subdirector general de Asuntos Internacionales de Terrorismo (2009-2010); director general de Cooperación Jurídica Internacional y Relaciones con las Confesiones; y Cónsul General de España en París.
Ha sido embajador de España en Kenia (2010-2014). Es el embajador de España en Eslovenia (desde 2024). 